# Oliebjerget
31°47′00″N 35°15′03″Ø / 31.78333°N 35.25083°Ø
Oliebjerget (hebraisk: הר הזיתים, arabisk جبل الزيتون, الطور) er et højdedrag øst for Jerusalem i Israel (Al-Quds på arabisk) i det omstridte område Østjerusalem. Det har fået navn efter oliventræerne, som gror på skråningerne.
Oliebjerget nævnes flere gange i Biblen navnlig i Det Ny Testamente i forbindelse med fortællingerne om Jesus. Haven Getsemane, hvor Jesus opholdt sig forud for sin anholdelse og korsfæstelse, ligger ved foden af Oliebjerget som landsbyerne Betfage og Betania, hvor flere i kredsen omkring Jesus boede, og hvor Jesus opholdt sig det meste af påskeugen. Kristi Himmelfart foregik ifølge Biblen også fra Oliebjerget.
Oliebjerget er i dag et populært begravelsessted for jøder, og stedet har lagt navn til og inspireret en række kunstværker som Christus am Ölberge.
Erik Ejegods dronning, Bodil, døde på Oliebjerget i 1103.

## Billedegalleri
- Den jødiske kirkegård i Jerusalem
- Yad Avshalom
- Sakarjas grav
- Maria Magdalena-kirken
- På Augusta Victoria tysk hospital
- Brigham Young University